# Creaturi ucigașe 2
Creaturi ucigașe 2 (în engleză Tremors 2: Aftershocks) este un film de comedie-horror din 1996. Filmul reprezintă o continuare a filmului Creaturi ucigașe (1990) și a fost lansat direct pe DVD. A fost regizat de S. S. Wilson⁠(d) și îi are în distribuție pe Fred Ward, Christopher Gartin⁠(d), Michael Gross și Helen Shaver⁠(d).
Filmul îl urmărește pe Earl Bassett (Fre Ward) care, după ce și-a risipit recompensa obținută după eliminarea creaturile Graboids în primul film, este angajat să ucidă aceleași creaturi la o rafinărie de petrol mexicană. Conștient că nu poate înfrunta de unul singur atât de multe creaturi, Earl îl recrutează pe Burt Gummer (Michael Gross), veteran al evenimentelor din Perfection, Nevada. Există însă o singură problemă: spre deosebire de creaturile subterane întâlnite în Perfection, acestea au evoluat în ființe bipede, care vânează la suprafață.
Recenziile au fost în mare parte pozitive, unii critici l-au etichetat ca fiind una dintre cele mai bune continuări direct pe DVD realizate vreodată.
Filmul este al doilea proiect din franciza Tremors⁠(d). A fost urmat de Tremors 3: Atac in zbor⁠(d) în 2001.

## Intriga
Acțiunea filmului se desfășoară la câțiva ani după evenimentele din primul film. Val McKee s-a căsătorit cu Rhonda LeBeck și a părăsit Perfection, în timp ce Earl Basset și-a investit întreaga avere într-o fermă de struți falimentară. Acesta este abordat de Carlos Ortega, care îi aduce la cunoștință că muncitorii care activează pe câmpurile sale petrolifere din Chiapas, Mexic sunt vânați de creaturile Graboid. Ortega îi cere ajutorul, dar acesta refuză. După ce șoferul de taxi al lui Ortega, Grady Hoover, îi dezvăluie că proprietarul este dispus să plătească 50.000 de dolari pentru fiecare Graboid ucis, acesta se răzgândește. Grady este hotărât să-l însoțească. La sosirea în Mexic, Earl află că poate obține 100.000 din partea companiei dacă reușește să prindă o creatură în viață. De asemenea, cei doi întâlnesc un grup de cercetători însărcinat cu studierea creaturilor: geologul Kate Reilly, asistentul Julio și  mecanicul Pedro.
Earl și Grady încep să elimine în mod sistematic creaturile cu ajutorul unor mașini cu telecomandă echipate cu explozibili. Deși strategia lor pare să funcționeze, numărul lor este mult prea mare și Earl solicită ajutorul lui Burt Gummer; acesta din urmă sosește cu un camion militar 6x6⁠(d) încărcat cu explozibili și arme de foc. A doua zi, cei doi sunt surprinși de o creatură și, panicați, se prăbușesc cu vehiculul într-un șanț. Se înarmează și urmăresc Graboid-ul, însă descoperă că acesta nu este agresiv și pare bolnav, iar tentaculele sale sunt moarte. Realizând că au prins o creatură în viață, una pe care Ortega este dispus să ofere 100.000 de dolari, îl cheamă pe Pedro să-i ajute cu transportul ființei. Totuși, Graboid-ul începe să scoată sunete înfiorătoare, iar când cei doi verifică creatura, aceasta este moartă și o gaură imensă se află în trunchiul său. Aceștia observă camionul lui Pedro apropiindu-se, însă camionul se oprește brusc; când investighează situația, Grady și Earl descoperă motorul distrus al vehiculului și rămășițele lui Pedro. Cei doi se îndreaptă spre o antenă radio din apropiere, distrusă în mod similar, și sunt întâmpinați de creaturi Graboid bipede; găsesc o mașină și părăsesc zona. Între timp, camionul lui Burt este prins într-o ambuscadă de grup de creaturi bipede.
În dimineața următoare, creaturile ajung la rafinăria de petrol, unde Julio are parte de o moarte violentă. Grady și Earl sosesc înainte ca acestea să o poată ataca pe Kate, iar la scurt timp după ei, Burt și camionul său distrus ajung în zonă. Prin intermediul unor experimente, grupul descoperă că aceste creaturi - denumite acum Shriekers - sunt hermafrodiți și se pot reproduce într-un ritm incredibil după ce consumă suficientă hrană. Mai mult, creaturile sunt surde, dar detectează căldura ființele din jurul lor cu ajutorul unor receptori infraroșii. Cu toate acestea, sunt atacați de Shriekers, care descoperă rațiile⁠(d) lui Burt și numărul lor se dublează în doar câteva minute. Grupul încearcă să ajungă la mașina lui Julio, însă Burt o distruge din greșeală când împușcă una dintre creaturi, iar glonțul său penetrează motorul camionului.
Încercând să-și piardă urma, Burt se ascunde în cupa unui buldozer, în timp ce Grady, Kate și Earl urcă pe acoperișul unui depozit de petrol. Înainte ca acestea să ajungă la ei, Burt reușește să le închidă într-o magazie. Totuși, în interior este depozitată făină de orez⁠(d), iar accesul la hrană le permite creaturile să se înmulțească vertiginos. Cu ajutorul unui stingător, Earl se stropește cu CO 2 pentru a-și ascunde căldura trupului și încearcă să găsească explozibilii lui Burt printre creaturi. Deși planul funcționează, efectul dioxidului de carbon nu durează mult, iar creaturile îl detectează pe Earl; înainte să scape din magazie, acesta aruncă detonatorul printre proviziile lui Burt. Grupul reușește să se îndepărteze suficient de mult, iar o explozie masivă distruge întregul complex și toate creaturile. În scena finală, Earl și Kate se îndrăgostesc și Grady cugetă la posibilitatea de a deschide un parc de distracții cu banii pe care îi va obține de la Ortega.

## Distribuție
- Fred Ward - Earl Bassett
- Christopher Gartin - Grady Hoover
- Helen Shaver - Dr. Kate Reilly.
- Michael Gross - Burt Gummer
- Marcelo Tubert - Sr. Carlos Ortega
- Marco Hernandez - Julio
- José Rosario - Pedro
- Thomas Rosales Jr. - muncitor